# لیک انجلوس (میشیگان)
لیک انجلوس، میشیگان (به انگلیسی: Lake Angelus, Michigan) یک شهر در ایالات متحده آمریکا با جمعیت ۲۹۰ نفر است که در میشیگان واقع شده‌است.